# 桂綸鎂
桂綸鎂（1983年12月25日—），台灣女演員，淡江大學法國語文學系畢業。2002年以電影《藍色大門》出道，2012年以電影《女朋友·男朋友》奪得第49屆金馬獎最佳女主角及第55屆亞太影展最佳女主角獎。

## 演藝生涯
桂綸鎂畢業於淡江大學法國語文學系。與戴立忍為多年男女朋友關係。
2002年，以易智言導演的電影《藍色大門》出道，廣受矚目。
2007年，主演周杰倫導演處女作《不能說的·秘密》演技獲得廣泛認可外更被觀眾熟知。此片韓國以同名《不能說的秘密》（말할 수 없는 비밀）上映，創下15.8萬觀影人次、3,345萬台幣的票房，造成相當大的迴響。並在2015年獲韓國票選為最想在電影院重溫電影第一名，再次在韓國上映。
2011年，擔任第14屆上海国际电影节亚洲新人奖评審。
2012年，以電影《女朋友。男朋友》獲第49屆金馬獎最佳女主角、第55屆亞太影展最佳女主角獎，以及第7屆亞洲電影大獎最佳女主角提名。
2013年，以電影《聖誕玫瑰》獲第50屆金馬獎最佳女主角獎提名。同年擔任第15屆台北電影節評審。
2014年，桂綸鎂再以《白日焰火》入圍第51屆金馬獎最佳女主角。連續三年入圍金馬獎最佳女主角，平楊惠姍紀錄。 此片獲得第64屆柏林影展金熊獎、國際影迷協會獎最佳電影等多個國際獎項提名及獲獎，並創下1.043億人民幣的票房。
2015年，擔任第52屆金馬獎決選評審。
2020年，以電影《腿》入圍第57屆金馬獎最佳女主角。此次提名為第四次提名紀錄。
2022年，擔任第59屆金馬獎決選評審。
在2011年日本東北地方太平洋近海地震引發的東日本大震災並導致福島第一核電站事故後，桂綸鎂與戴立忍、柯一正、小野等多名導演與藝文界人士共同參與反核四運動。2016年1月23日，桂綸鎂參加「123無家者人權尾牙音樂會」並協助清潔工作。

## 影視作品

### 長篇電影
| 年份   | 片名                        | 飾演角色                 | 導演              |
| 2002年 | 藍色大門                    | 孟克柔                   | 易智言            |
| 2003年 | 地下鐵                      | 鎂鎂                     | 馬偉豪            |
| 2004年 | 經過                        | 助理研究員- 陳宇靜(阿靜) | 鄭文堂            |
| 2007年 | 最遙遠的距離                | 小雲                     | 林靖傑            |
| 2007年 | 不能說的秘密                | 路小雨                   | 周杰倫            |
| 2008年 | 女人不壞                    | 樂團主唱兼拳擊手- 鐵菱   | 徐克              |
| 2008年 | 停車                        | 陳莫的妻子               | 鍾孟宏            |
| 2010年 | 第36個故事                  | 朵兒                     | 蕭雅全            |
| 2010年 | 海洋天堂                    | 玲玲                     | 薛曉路            |
| 2010年 | 綫人                        | 華天身邊的女人- 阿弟     | 林超賢            |
| 2011年 | 肩上蝶                      | 白蘭                     | 張之亮            |
| 2011年 | 龍門飛甲                    | 布嚕嘟                   | 徐克、張之亮      |
| 2011年 | 全球熱戀                    | Lily                     | 夏永康、陳國輝    |
| 2011年 | 星空                        | 謝欣美(成年時)           | 林書宇            |
| 2011年 | 初吻 (Kiss, his first)      |                          | Ilkka Järvilaturi |
| 2012年 | 女朋友。男朋友              | 心仁的女友- 林美寶       | 楊雅喆            |
| 2013年 | 聖誕玫瑰                    | 鋼琴老師- 李靜           | 楊采妮            |
| 2014年 | 白日焰火                    | 洗衣女工- 吳志貞         | 刁亦男            |
| 2014年 | 匆匆那年                    | 客串                     | 張一白            |
| 2014年 | 觸不可及                    | 寧待                     | 趙寶剛            |
| 2016年 | 德布西森林                  | 女兒                     | 郭承衢            |
| 2017年 | 美好的意外                  | 律師- 李雨燃             | 何蔚庭            |
| 2017年 | 巨額來電（又名:猜猜我是谁） | 詐騙集團老闆- 劉麗芳     | 彭順              |
| 2019年 | 南方車站的聚會              | 劉愛愛                   | 刁亦男            |
| 2020年 | 腿                          | 錢鈺盈                   | 張耀升            |
| 2024年 | 台北追緝令                  | 喬伊·廣（Joey Kwang）    | 黃嘉智            |
| 2025年 | 親愛的陌生人                | 珍                       | 真利子哲也        |

### 長篇劇集
| 年份   | 首播頻道        | 劇名         | 飾演角色     | 導演   |
| 2006年 | 公視            | 危險心靈     | 艾莉(林淑琴) | 易智言 |
| 2008年 | 台視/三立都會台 | 波麗士大人   | 黃方儀       | 王小棣 |
| 2022年 | Disney+         | 台北女子圖鑑 | 林怡姍       | 李芸嬋 |

### 迷你劇集
| 年份   | 首播頻道 | 劇名       | 飾演角色     | 導演   |
| 2018年 | 衛視電影 | 東方華爾街 | 湯之雅(Anna) | 黃國強 |

### 短篇電影
| 年份   | 類型                     | 劇名/片名                    | 飾演角色 | 導演   |
| 2008年 | 短片                     | 天夜.夏午.闔家觀賞- 闔家觀賞 | 小芬     | 郭承衢 |
| 2011年 | 金馬獎開幕片             | 10+10- KEY                   | 女主角   | 戴立忍 |
| 2012年 | TruEye恆潤氧每日拋微電影 | 愛在五日以後                 | 上班族   |        |

### 配音
| 年份   | 類型     | 劇名/片名          | 飾演角色   | 導演   |
| 2016年 | 紀錄片   | 我們的那時此刻     | 旁白       | 楊力州 |
| 2018年 | 動畫電影 | 幸福路上           | 配音- 小琪 | 宋欣穎 |
| 2020年 | 動畫電影 | 廢棄之城           | 配音- GPS  | 易智言 |
| 2020年 | 宣傳影片 | 金馬57｜我們不缺席 | 配音       | 江子傑 |

### MV
- 2002年：陳綺貞《小步舞曲》，導演為易智言
- 2003年：蔡健雅《無底洞》《陌生人》，導演為林錦和
- 2004年：F.I.R.飛兒樂團《我們的愛》，導演為林錦和
- 2006年：光良《都是你》，導演為黃中平
- 2007年：周杰倫《不能說的秘密》，導演為周杰倫
- 2010年：桂綸鎂《海洋天堂》，導演為林錦和
- 2010年：周杰倫《說了再見》，導演為珍妮花
- 2010年：光良《太天真》，導演為林錦和
- 2015年：劉若英、周迅、湯唯、桂綸鎂《我要你好好的》，導演為余靜萍
- 2024年：林宥嘉《誰不想》，導演為黃中平

### 封面人物
- 2004年：1976《Late Summer of 1976》專輯封面
- 2016年：《Marie Claire美麗佳人》雜誌11月號封面

### 綜藝節目
- 2014年：《12道鋒味》第七期（於新加坡）
- 2022年：《極島森林》

## 音樂作品

### 單曲
- 2006年：《我希望（民謠版）》，收錄於《危險心靈》原聲帶
- 2008年：《哈囉 麥克風》，收錄於《女人不壞》原聲帶
- 2009年：《海洋对陆地说》，收錄於《不能没有你》原聲帶
- 2010年：《海洋天堂》，收錄於《海洋天堂》原聲帶
- 2015年：《我要你好好的》，收錄於劉若英《我要你好好的》專輯

## 獎項紀錄

### 主要獎項

#### 金馬獎
| 年份 | 奖项       | 电影              | 结果 |
| ---- | ---------- | ----------------- | ---- |
| 2012 | 最佳女主角 | 《女朋友·男朋友》 | 獲獎 |
| 2013 | 最佳女主角 | 《聖誕玫瑰》      | 提名 |
| 2014 | 最佳女主角 | 《白日焰火》      | 提名 |
| 2020 | 最佳女主角 | 《腿》            | 提名 |

#### 亞洲電影大獎
| 年份 | 奖项             | 电影              | 结果 |
| ---- | ---------------- | ----------------- | ---- |
| 2012 | 最佳女配角       | 《龍門飛甲》      | 提名 |
| 2013 | 最佳女主角       | 《女朋友·男朋友》 | 提名 |
| 2013 | 我最喜愛的女主角 | 《女朋友·男朋友》 | 提名 |

#### 亞太影展
| 年份 | 奖项       | 电影              | 结果 |
| ---- | ---------- | ----------------- | ---- |
| 2012 | 最佳女主角 | 《女朋友·男朋友》 | 獲獎 |

#### 香港電影金像獎
| 年份 | 奖项       | 电影         | 结果 |
| ---- | ---------- | ------------ | ---- |
| 2012 | 最佳女配角 | 《龍門飛甲》 | 提名 |

#### 金鐘獎
| 年份 | 奖项             | 电影             | 结果 |
| ---- | ---------------- | ---------------- | ---- |
| 2023 | 戲劇節目女主角獎 | 《台北女子圖鑑》 | 提名 |

### 其他影視獎項
| 年份 | 頒獎典禮                     | 獎項                       | 作品               | 结果  |
| ---- | ---------------------------- | -------------------------- | ------------------ | ----- |
| 2006 | 簡單生活節                   | 新生代演員大賞             | 不適用             | 第1名 |
| 2007 | 風尚大典                     | 最佳女演員                 | 《不能說的·秘密》  | 獲獎  |
| 2008 | 韓國電影網KMDB               | 票選穿校服最好看女演員     | 《不能說的·秘密》  | 獲獎  |
| 2008 | 真維斯娛樂大典               | 年度最佳電影新人           | 《不能說的·秘密》  | 獲獎  |
| 2010 | 香港電影評論學會大獎         | 最佳女演員                 | 《綫人》           | 提名  |
| 2010 | 華語電影傳媒大獎             | 最具人氣女演員             | 《綫人》           | 獲獎  |
| 2010 | 中國電影導演協會年度表彰評選 | 年度女演員                 | 《綫人》           | 提名  |
| 2011 | 粵港澳青年電影盛典           | 最高人氣電影情侶(與謝霆鋒) | 《綫人》           | 提名  |
| 2011 | 粵港澳青年電影盛典           | 最高人氣女演員             | 《海洋天堂》       | 提名  |
| 2012 | 以色列沃克電影獎             | 最佳女配角                 | 《龍門飛甲》       | 提名  |
| 2012 | 華語電影傳媒大獎             | 最受矚目女演員             | 《龍門飛甲》       | 提名  |
| 2012 | 大眾電影百花獎               | 最佳女配角                 | 《龍門飛甲》       | 提名  |
| 2013 | 青年電影手冊年度盛典         | 年度女演員                 | 《女朋友。男朋友》 | 提名  |
| 2013 | 華鼎獎                       | 最佳女主角                 | 《女朋友。男朋友》 | 提名  |
| 2013 | 豆瓣電影鑫像獎               | 最佳華語女演員             | 《女朋友。男朋友》 | 獲獎  |
| 2013 | 華語電影傳媒大獎             | 最佳女主角                 | 《女朋友。男朋友》 | 提名  |
| 2013 | 華語電影傳媒大獎             | 最受矚目女演員             | 《女朋友。男朋友》 | 提名  |
| 2014 | 中國長春電影節               | 最佳女主角                 | 《白日焰火》       | 提名  |
| 2014 | 西寧FIRST青年電影展          | 競賽單元 最佳女演員        | 《白日焰火》       | 提名  |
| 2014 | 北京大學生電影節             | 最佳女演員                 | 《白日焰火》       | 提名  |
| 2014 | 北京大學生電影節             | 最受歡迎女演員             | 《白日焰火》       | 獲獎  |
| 2015 | 中國電影導演協會年度表彰評選 | 年度女演員                 | 《白日焰火》       | 提名  |
| 2015 | 華鼎獎                       | 最佳電影女演員             | 《白日焰火》       | 提名  |
| 2016 | 全球流行音樂金榜             | 年度20大金曲               | 《我要你好好的》   | 獲獎  |
| 2017 | 豆瓣電影年度榜單             | 最受關注女演員             | 《美好的意外》     | 提名  |
| 2018 | 北京大學生電影節             | 最佳女演員                 | 《美好的意外》     | 提名  |
| 2019 | 知乎影視頒獎典禮             | 最佳女演員                 | 《南方車站的聚會》 | 提名  |

## 軼事
- 有傳言其為前中華民國参謀總長桂永清一級上將之孫，但兩人實無親屬關係[15]。

## 外部連結
- 桂綸鎂的Facebook專頁
- 桂綸鎂的Instagram帳戶
- 桂綸鎂的新浪微博（简体中文）
- 桂綸鎂在台灣電影網上的資料（繁體中文）
- 桂綸鎂在互联网电影资料库（IMDb）上的資料（英文）
- 桂綸鎂在香港影庫上的簡介
- 桂綸鎂在豆瓣上的资料（简体中文）
- 桂綸鎂在时光网上的簡介（简体中文）
- 在AllMovie上桂綸鎂的頁面（英文）
- 在AllMovie上桂綸鎂的頁面（英文）
- Tmdb 桂綸鎂介紹 （页面存档备份，存于）
- 華文影史庫 桂綸鎂 簡介 （页面存档备份，存于）